# Rickettsier
Rickettsia er en slægt af ikke-motile, gramnegative, ikke-sporeformende, meget pleomorfe bakterier, der kan forekomme i form af kokker (0,1 μm i diameter), baciller (1-4 μm lange) eller tråde (op til ca.10 μm lange). Bakterieslægten Rickettsia er opkaldt efter Howard Taylor Ricketts, til ære for hans banebrydende arbejde med flåtbåren febersygdom med udslæt.
| Lægevidenskab | Spire Denne artikel om lægevidenskab er en spire som bør udbygges. Du er velkommen til at hjælpe Wikipedia ved at udvide den. |